# Qin Dongya
Qin Dongya (8 de julho de 1978) é uma judoca chinesa.
Foi medalhista de bronze nos Jogos Olímpicos de 2004 em Atenas.